# Monoculodes crassirostris
Monoculodes crassirostris är en kräftdjursart som beskrevs av Hansen 1888. Monoculodes crassirostris ingår i släktet Monoculodes och familjen Oedicerotidae. Inga underarter finns listade i Catalogue of Life.